# Выборы главы Удмуртской Республики (2022)
Выборы Главы Удмуртской Республики 2022 года состоялись 9―11 сентября.

## Предшествующие события
На выборы Главы Удмуртской Республики 2022 года местный ЦИК зарегистрировал шесть кандидатов: действующего республиканского главу Александра Бречалова от «Единой России»; Вадима Белоусова, депутата Государственной думы РФ от партии «Справедливая Россия — За правду»; предпринимателя Георгия Лещёва от «Зелёной альтернативы»; Владимира Сегала от Партии пенсионеров; Александра Сыроева от КПРФ; Тимура Янгафярова, координатора ЛДПР.
Выдвинутый от Партии возрождения России политтехнолог Сергей Антонов ранее снял свою кандидатуру, отметив, что столкнулся с нарушениями в ходе кампании. По информации СМИ от перешел в штаб Александра Сырова. 3 августа ЦИК республики лишил выдвинутого от «Коммунистов России» Юрия Мишкина статуса кандидата, так как он не предоставил необходимые для регистрации документы.
3 сентября Георгий Лещёв, который не вёл активной избирательной кампании, написал в республиканский ЦИК заявление с отказом от участия в выборах. Свое решение он объяснил необходимостью консолидации вокруг одного лидера — действующего главы региона Александра Бречалова. Позже снял свою кандидатуру с выборов Владимира Сегала.

## Результаты выборов
Явка на выборах Главы Удмуртской Республики 2022 года составила 39,79 %. Победу на них с результатом 64,37 % одержал действующий глава региона, кандидат от «Единой России» Александра Бречалова. За него проголосовало 298 822 избирателей. Второе место завоевал кандидат от КПРФ Александр Сыров с результатом 19,79 %. Набравший 9,79 % голосов кандидат от ЛДПР Тимур Ягафаров получил третье место. Четвертый результат — у Вадима Белоусова от «Справедливой России — За правду», за которого проголосовало 3,31 % избирателей.
| Место | Место | Кандидат           | Голосов | %     |
| ----- | ----- | ------------------ | ------- | ----- |
|       | 1.    | Александр Бречалов | 298 822 | 64,37 |
|       | 2.    | Александр Сыров    | 91 876  | 19,79 |
|       | 3.    | Тимур Ягафаров     | 45 436  | 9,79  |
|       | 4.    | Вадим Белоусов     | 15 352  | 3,31  |